# خاک‌اره دریایی اریتره
خاک‌اره دریایی اریتره (نام علمی: Trichodesmium erythraeum) نام یک گونه از سرده خاک‌اره دریایی است.